# Tulok András (fotóművész)
Tulok András (Budapest, 1950. november 29. –) fotóművész, modell- és reklámfotós

## Élete
Tanult szakmája a fényképezés, édesapja és fia is végzett fényképész. 14-éves kora óta hobbija a fényképezés. Iskolái elvégzése után az Magyar Távirati Iroda Illusztrációs rovathoz került, fényképész lett. Húsz évet töltött, anyavállalatnál, mint alkalmazott fotográfus, reklámfényképész. 1986 óta szabadúszóként dolgozik saját műtermében. 
1985 óta tagja a Művészeti Alapnak.
Az első fotópályázatot 1968-ban, ipari tanulóként nyerte. Magyarországon szinte mindenhol járt, kedvenc témája mindvégig Budapest maradt.
A reklámszövetség pályázatairól, kétszer hozta el az első díjat, és többször ért el helyezést. Közös bemutatkozáson többször szerepelt.
Önálló kiállítása 1993-ban a Gazdagréti Fotógalériában a Háromdimenzión képanyag bemutatása volt. 1994-ben a tárlatot ismét bemutatta a Bp. Agro Hotel és a Kispesti Vigadó Galériájában.
Az MTI-Fotó volt a munkahelye 1968–1986-ig, majd szabadúszó lett.
Első fényképezőgépe Zenit volt. A digitális technika új kihívásokat adott számára, így fiatalok mellett nyomdai előkészítést végzett. Korábban az MTI-laborban is módosította a képet. Fricska a diginek volt első próbálkozása, Az a rohadt múlt című sorozata. Camera obscurával készített multiexpós fotók is azért készültek, hogy nagyítható nyersanyagok maradjanak. Analóg anyagon próbált elérni photoshop hatást. Pályázatokon való szereplései segítettek laboránsból reklámfotósnak. Faterphoto – modellek 80-as évek című albuma megtalálható az Indafotón.
A manökenek szinte mindegyikét fotózta. Különböző újságokban, kártyanaptárakon és egyéb kiadványokban rendszeresen jelentek meg fényképei. 1985-ben Ungvári Tamás: Rekviem egy manekenért című cikkéhez Tulok András fotója volt a borítón, Lantos Piroska portréja a Tükör című újságban.
Több mint 30-éve foglalkoztatja az impresszionizmus átültetése fotóra – az indafoto.hu őrzi fotóit, albumát.
1990-ben jelent meg könyve Fotómodell tanfolyamok kézikönyve, megjelenését Béla Lászlóval együtt valósította meg.
2021-ben az Europeana Food and Drink program, valamint a Nemzetközi Magyar Fotónapok keretében fotópályázatot hirdetett, ahol Tulok András három kategóriában is elismerést kapott.

## Alkotásaiból

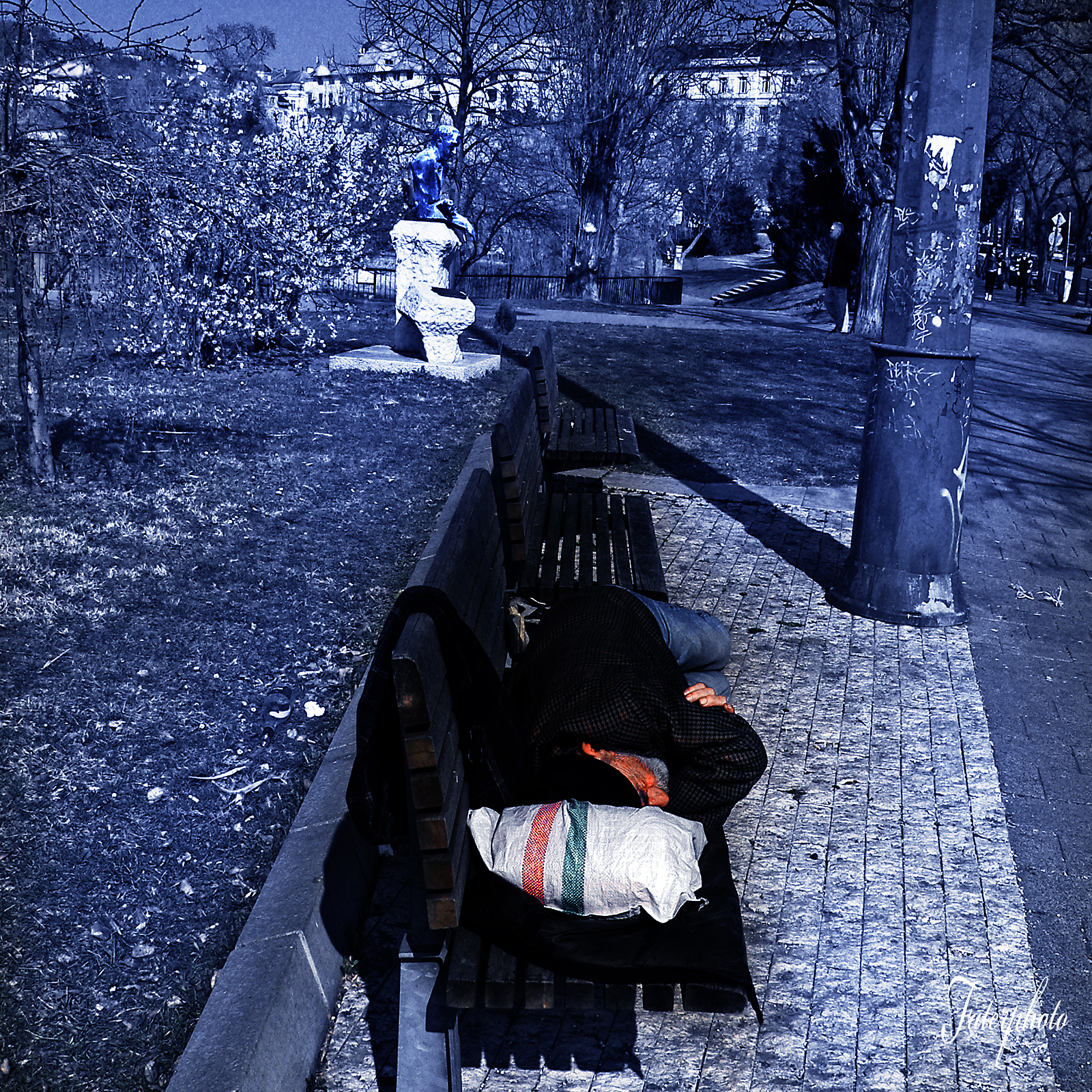
Valami nagyon keserű
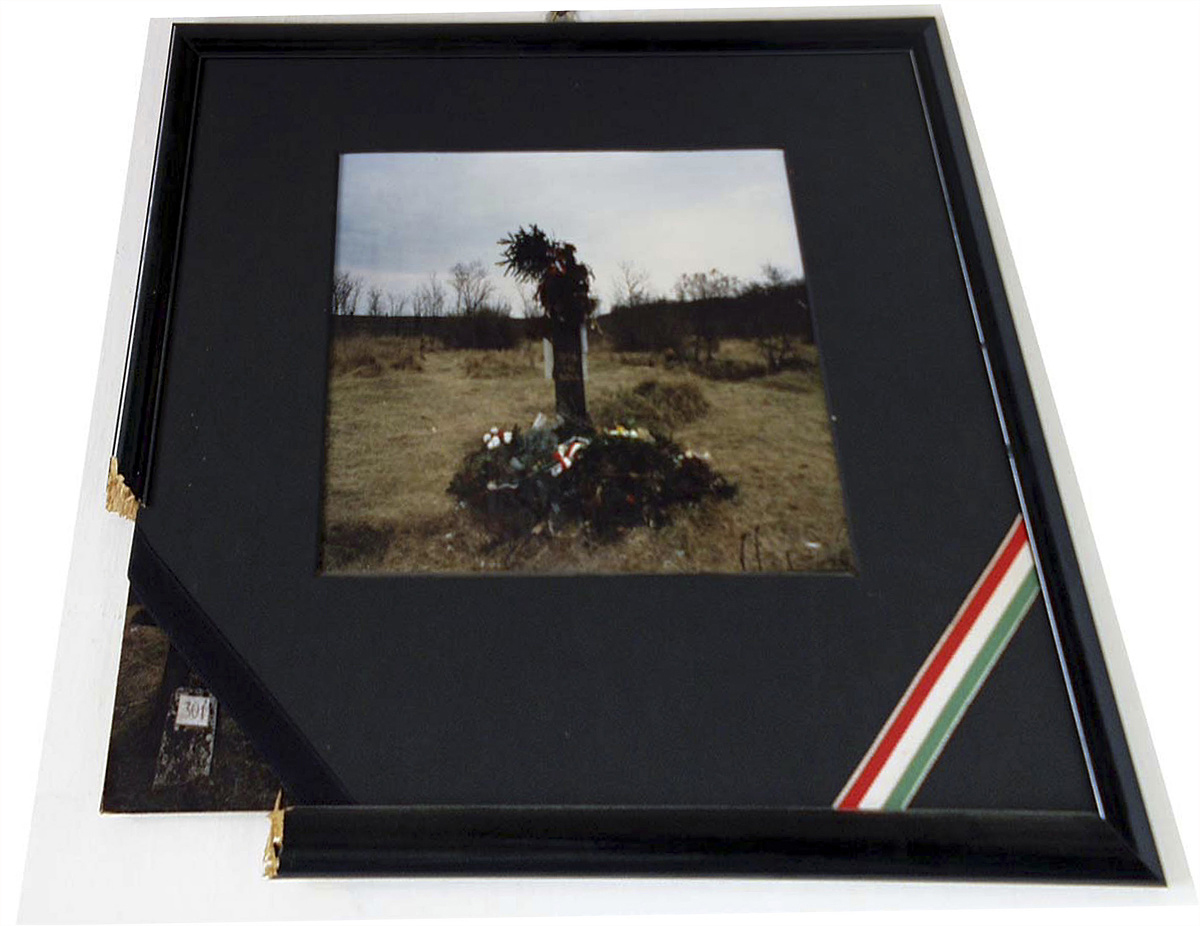
301-es parcella (1988)
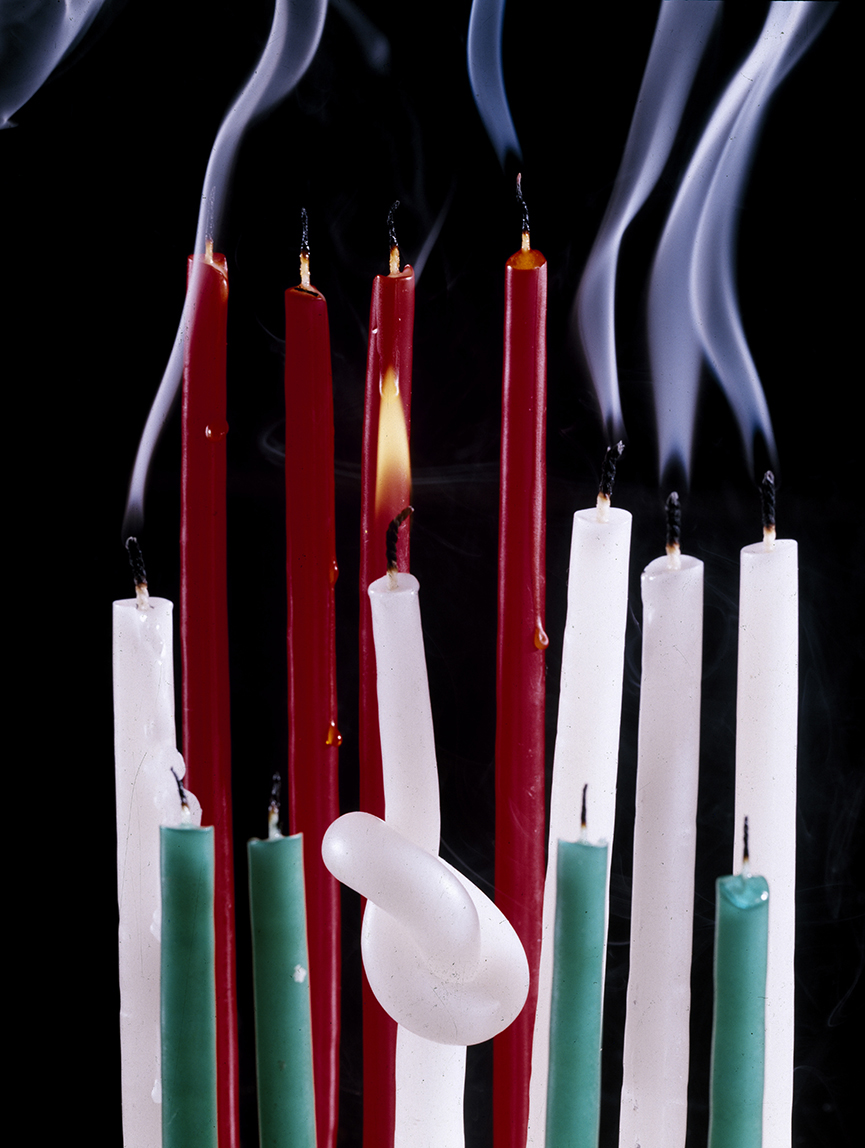
Aradi tizenhárom
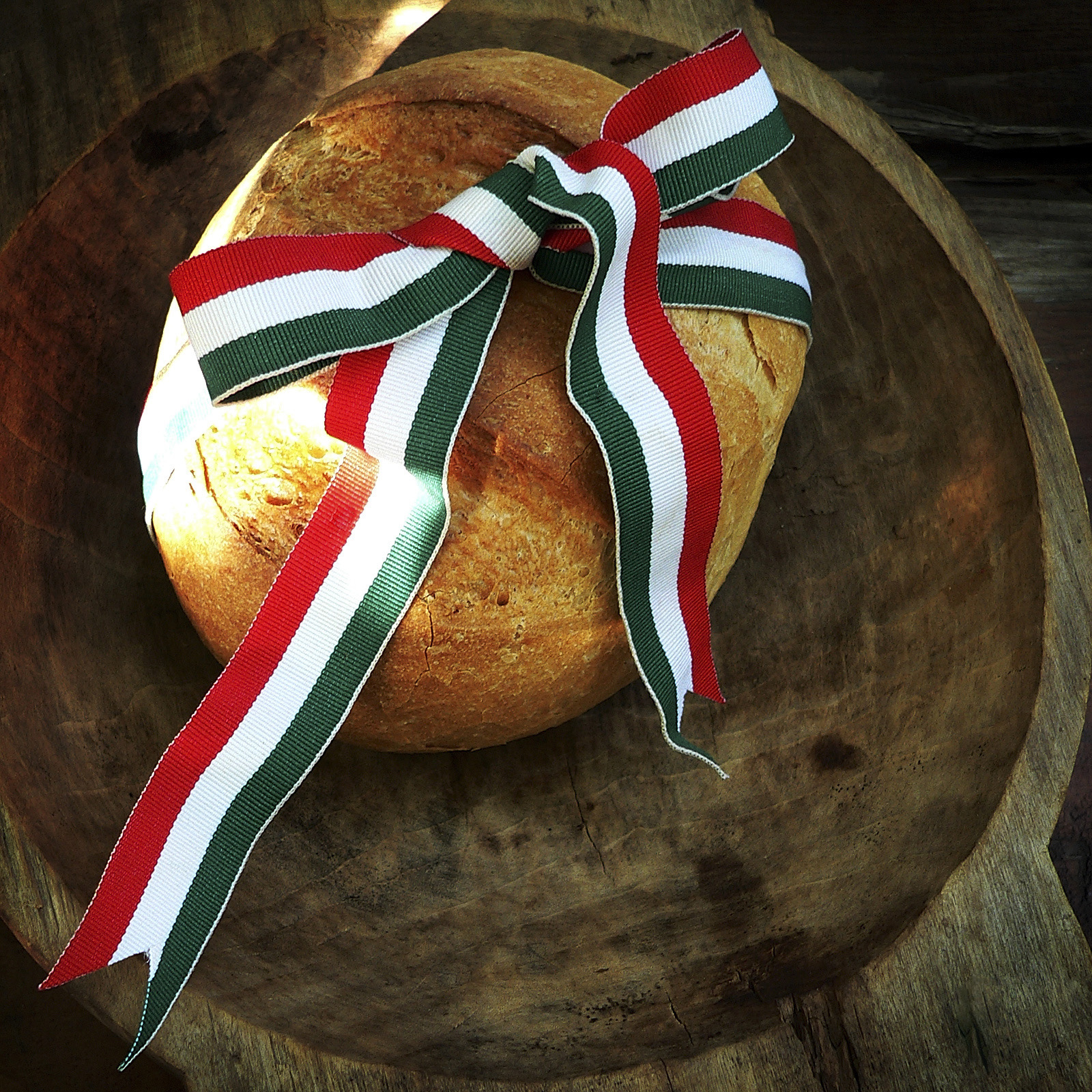
Kenyérke (2012)
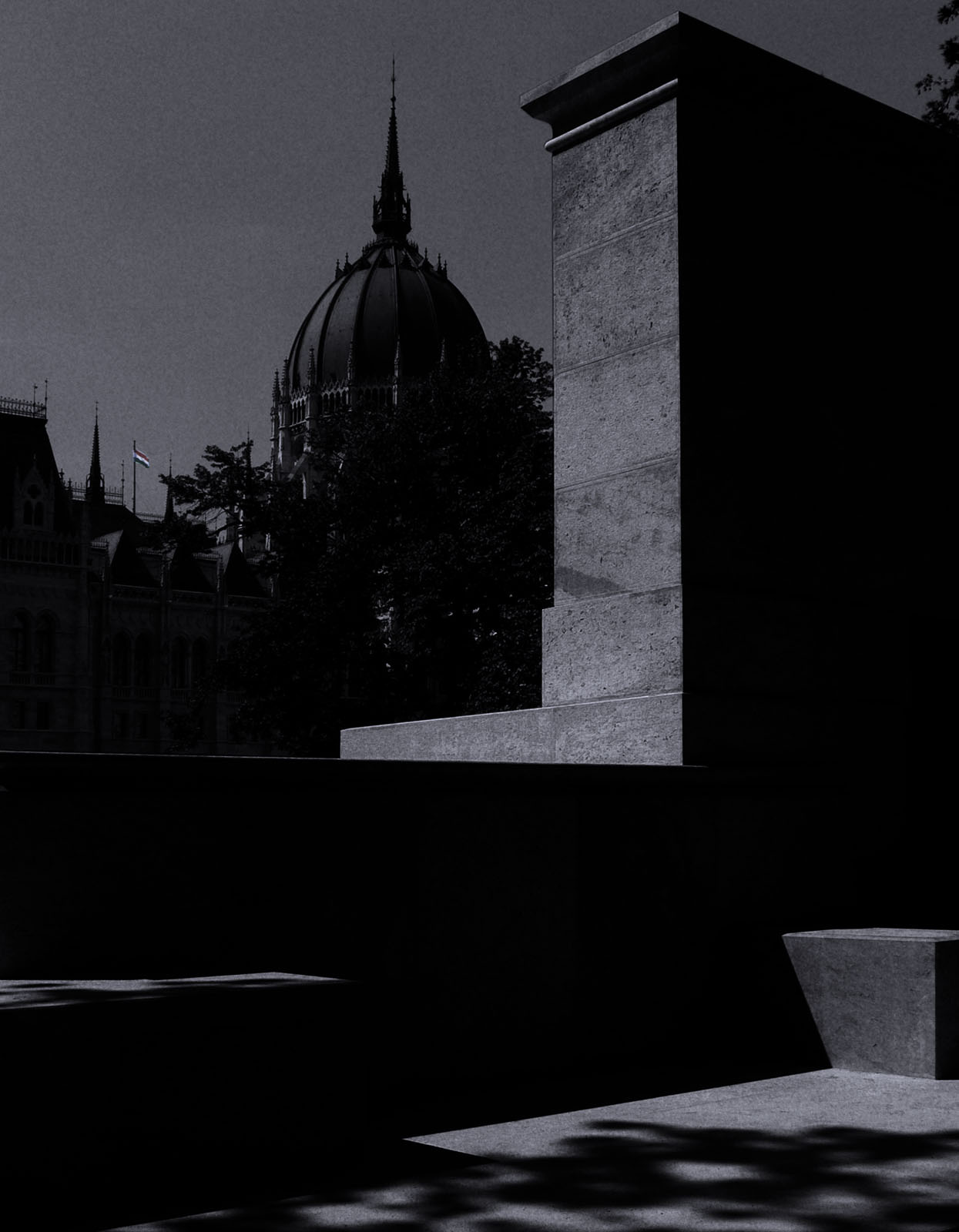
Budapest, Kossuth tér

## Könyvek
- Fotómodell tankönyv (1990)[3]